# Ананьпи
Ананьпи́ (удм. Ананьпи) — бывшая деревня в границах сельского поселения Исаковского в Балезинском районе Удмуртии. Находилась на берегу Диньшурки примерно в 10 км к югу от Балезино, рядом с автодорогой Киров — Ижевск.